# Klef (Overath)
Klef ist ein Ortsteil von Vilkerath in der Stadt Overath im Rheinisch-Bergischen Kreis in Nordrhein-Westfalen, Deutschland.

## Lage und Beschreibung
Der Ortsteil Klef grenzt zu einem kleinen Teil an die Bundesstraße 55 neben der Eisenbahnlinie Köln-Gummersbach und nahe der Agger. Das Hotel „Zur alten Poststation“ erinnert daran, dass hier schon in Vorzeiten eine Verkehrsverbindung existierte. Bis in eine Höhenlage ist Klef von drei Seiten von Wäldern, Feldern und Wiesen umgeben. Neben einem weiteren Hotel und bergischen Fachwerkhäusern prägen vor allem moderne Einzelhäuser das Bild.

## Geschichte
Der Ort wurde erstmals im Jahr 1470 urkundlich erwähnt. Klef und seine Formen Kleff, Klief, Klev, Clef, Clev sind in der Region ein vergleichsweise häufiger Ortsname und leitet sich vom lat. Clivus = Hügel, steil abfallender Berghang, Abhang, Böschung ab.
Die Topographia Ducatus Montani des Erich Philipp Ploennies, Blatt Amt Steinbach, belegt, dass der Wohnplatz bereits 1715 eine Hofstelle besaß, die als Clef beschriftet ist. Der Ort ist dort mit dem Symbol eines Freihofs eingezeichnet. Carl Friedrich von Wiebeking benennt die Hofschaft auf seiner Charte des Herzogthums Berg 1789 als Klef. Aus ihr geht hervor, dass der Ort zu dieser Zeit Teil der Honschaft Balken im Kirchspiel Overath war.
Der Ort ist auf der Topographischen Aufnahme der Rheinlande von 1817 als Klev verzeichnet. Die Preußische Uraufnahme von 1845 zeigt den Wohnplatz unter dem Namen Clef. Ab der Preußischen Neuaufnahme von 1892 ist der Ort auf Messtischblättern wechselweise als Clef oder Klef verzeichnet.
1822 lebten 19 Menschen im als Hof kategorisierten Ort, der nach dem Zusammenbruch der napoleonischen Administration und deren Ablösung zur Bürgermeisterei Overath im Kreis Mülheim am Rhein gehörte und damals den Namen Kleverhof trug. Für das Jahr 1830 werden für den als Pachtgut bezeichneten Ort 20 Einwohner angegeben. Der 1845 laut der Uebersicht des Regierungs-Bezirks Cöln als Hof kategorisierte Ort besaß zu dieser Zeit unter dem Namen Kleve sieben Wohngebäude mit 60 Einwohnern, alle katholischen Bekenntnisses. Die Gemeinde- und Gutbezirksstatistik der Rheinprovinz führt Klef unter dem Namen Clef 1871 mit neun Wohnhäusern und 59 Einwohnern auf. Im Gemeindelexikon für die Provinz Rheinland von 1888 werden für Klef elf Wohnhäuser mit 67 Einwohnern angegeben. 1895 besitzt der Ort zwölf Wohnhäuser mit 60 Einwohnern, 1905 werden 13 Wohnhäuser und 52 Einwohner angegeben.

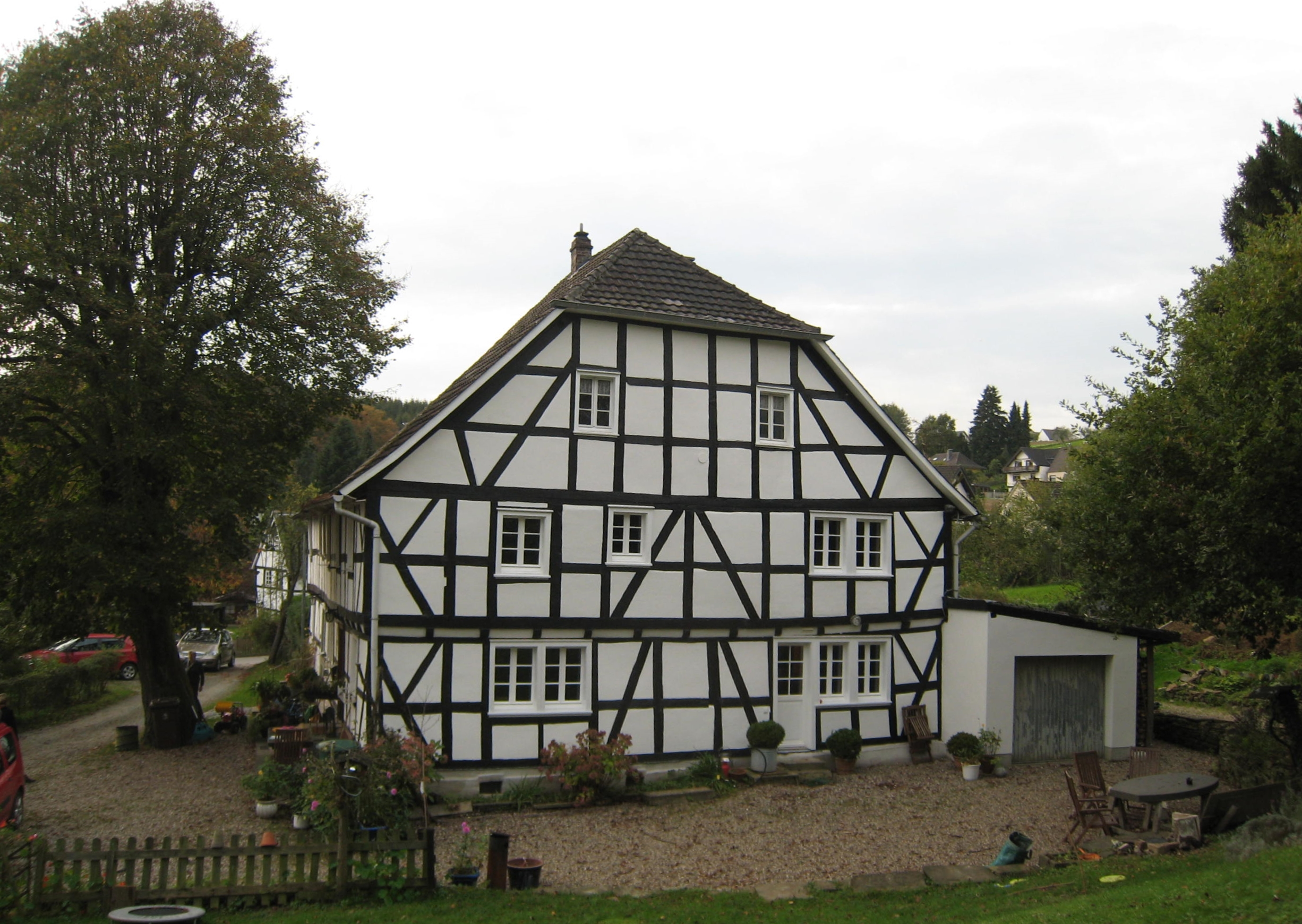
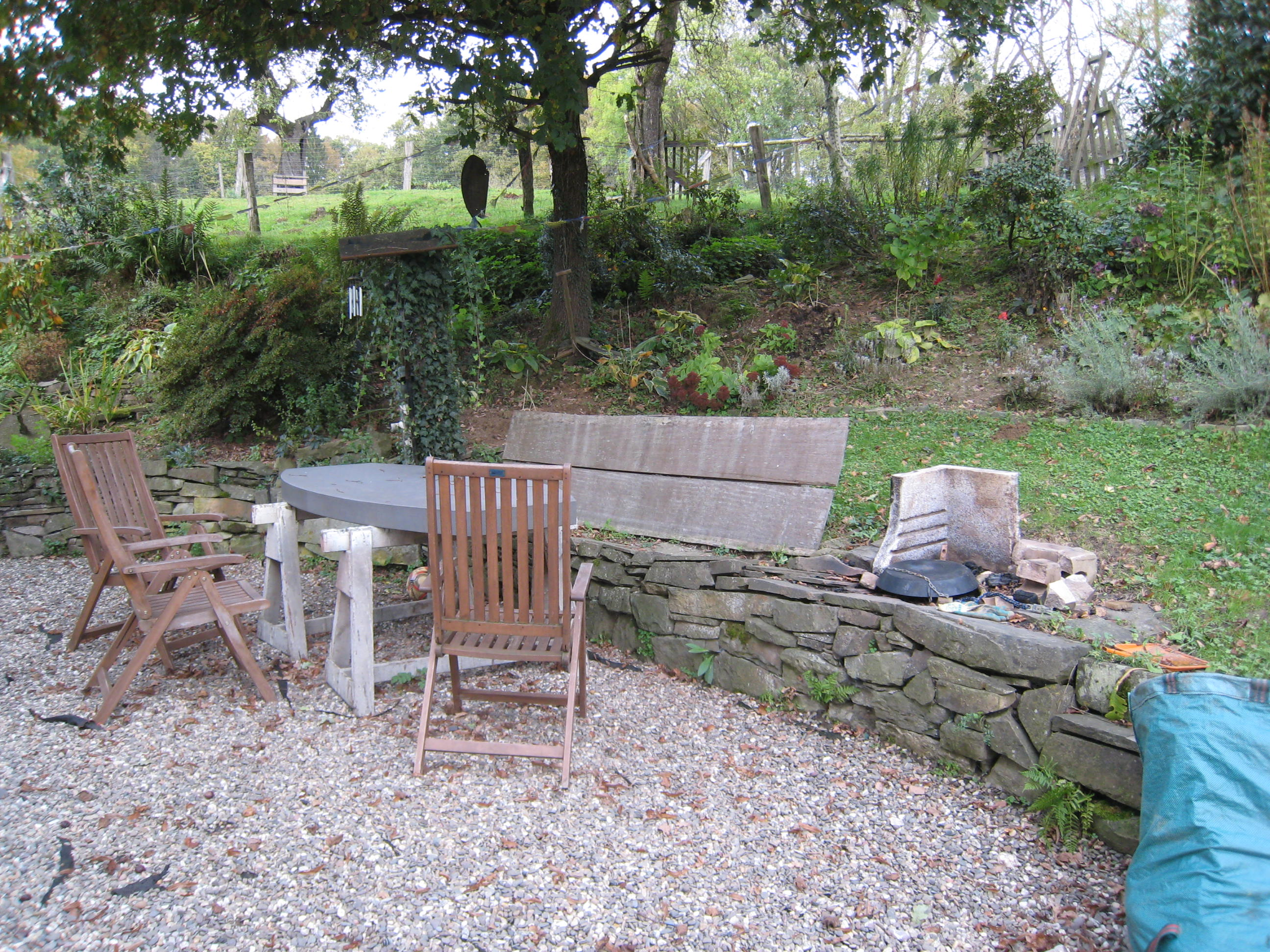
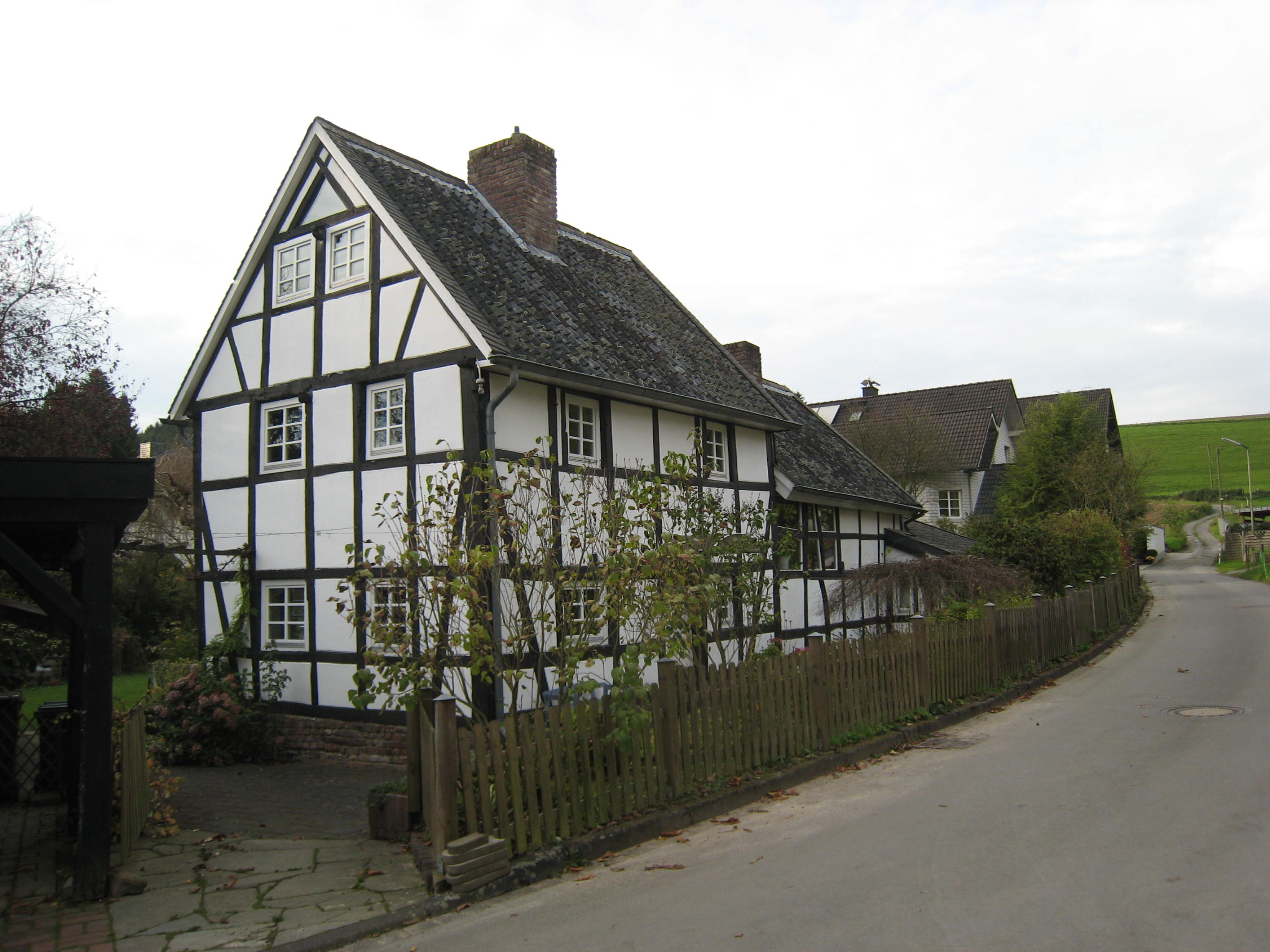
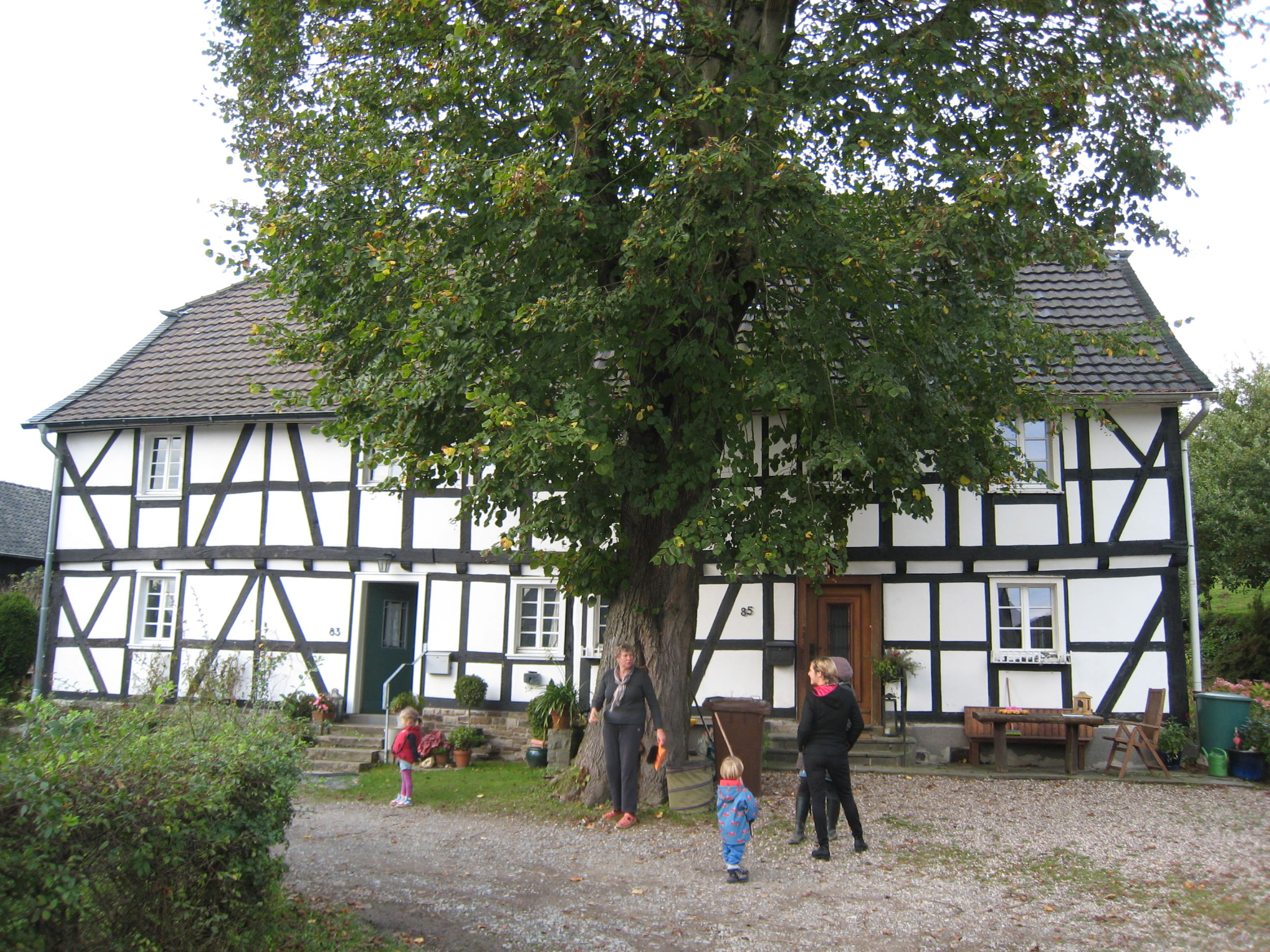